# Dynatoi
Dynatoi (gr. δυνατοί 'potężni' l.p. δυνατός od δύναμις 'siła') – warstwa nowych właścicieli ziemskich w Bizancjum złożona z dowódców wojskowych, powstała po reformach cesarza Leona III i po nadawaniu żołnierzom ziemi jako źródła utrzymania, co miało na celu odciążenie ludności chłopskiej, która była zobowiązana do płacenia podatków na armię stale trzymaną w gotowości.
Dynatoi korzystali z nadań pronojarnych, ale w przeciwieństwie do chłopów obdzielanych pronojami nie służyli w piechocie, a wystawiali konnicę. U schyłku Bizancjum nadania pronojarne uległy feudalizacji, a grupa dynatoi scaliła się z innymi grupami możnowładczymi.